# Жулио Баптища
Жулио Сезар Перейра Баптища (на португалски: Júlio César Pereira Baptista, изговаря се най-близко до Жу̀лиу Сѐзар Перѐйра Баптѝща) е бразилски футболист, национал, полузащитник, който се състезава за бразилския Крузейро.

## Кариера
Роден е на 1 октомври 1981 г. в Сао Паоло, Бразилия. От 2003 до 2005 г. е играч на „Севиля“ (Испания). От 2006 г. е играч на английския Арсенал, пристигнал под наем от испанския Реал Мадрид. В националния отбор на Бразилия играе от 4 юни 2001 г. От 2008 г. Баптища е играч на Рома.

## Статистика
Мачове за Арсенал към 10 януари 2007 г.
- Арсенал 14 мача, 5 гола

Мачове в националния отбор към 10 януари 2007 г.
- Бразилия, 20 мача, 0 гола